# La Folie (Frankrijk)
La Folie is een gemeente in het Franse departement Calvados (regio Normandië) en telt 114 inwoners (2009). De plaats maakt deel uit van het arrondissement Bayeux. Naar het Nederlands vertaald heet de gemeente 'De Gekte'.

## Geografie
De oppervlakte van La Folie bedraagt 6,4 km², de bevolkingsdichtheid is dus 17,8 inwoners per km².
De onderstaande kaart toont de ligging van La Folie (Frankrijk) met de belangrijkste infrastructuur en aangrenzende gemeenten.

## Demografie
Onderstaande figuur toont het verloop van het inwonertal (bron: INSEE-tellingen).
Vanwege een beveiligingsprobleem met de MediaWiki Graph-software is het momenteel niet mogelijk deze grafiek weer te geven. Zodra de software is bijgewerkt zal de grafiek vanzelf weer zichtbaar worden.
1. ↑  Populations de référence 2022.